# Aeroportul Blue Canyon–Nyack
Aeroportul Blue Canyon–Nyack (IATA: BLU, ICAO: KBLU, FAA LID: BLU) este un aeroport din California, Statele Unite ale Americii.
Situat la o altitudine de 1.610 m, aeroportul dispune de 1 pistă.

## Infrastructură

### Piste
Aeroportul dispune de o singură pistă. Pista 15/33 are suprafața de asfalt și dimensiunile 3.300 picioare × 50 picioare. 